# Michał Moc
Michał Piotr Moc (ur. 9 marca 1977 we Wrocławiu) – polski kompozytor, dr hab., adiunkt Katedry Kompozycji Wydziału Kompozycji, Dyrygentury, Teorii Muzyki i Muzykoterapii Akademii Muzycznej im. Karola Lipińskiego we Wrocławiu. 

## Życiorys
Jest absolwentem Akademii Muzycznej im. Karola Lipińskiego we Wrocławiu, w 2008 obronił pracę doktorską, w 2019 otrzymał stopień doktora habilitowanego. 
Został zatrudniony na stanowisku adiunkta w Katedrze Kompozycji na Wydziale Kompozycji, Dyrygentury, Teorii Muzyki i Muzykoterapii Akademii Muzycznej im. Karola Lipińskiego we Wrocławiu.

## Odznaczenia
- 2006: Brązowy Krzyż Zasługi[4]
- 2018: Srebrny Krzyż Zasługi[5]